# Marfil, Abasolo
Marfil är en ort i Mexiko.   Den ligger i kommunen Abasolo och delstaten Guanajuato, i den centrala delen av landet, 280 km väster om huvudstaden Mexico City. Marfil ligger 1 695 meter över havet och antalet invånare är 426.
Terrängen runt Marfil är en högslätt. Runt Marfil är det tätbefolkat, med 369 invånare per kvadratkilometer. Närmaste större samhälle är Abasolo, 11,6 km söder om Marfil. Trakten runt Marfil består till största delen av jordbruksmark.